# Winco
Winco es una compañía argentina que fabrica y comercializa más de 160 productos de audio, cuidado personal, climatización, telefonía y pequeños electrodomésticos de cocina y hogar. La historia de la marca tuvo origen en en 1954, aunque se refundó en 2003 cuando los empresarios Miguel Goldcher, Alberto Michalewicz y Fabian Zaleski compraron la marca. 

## Historia
La compañía Winco comenzó a operar en una pequeña planta ubicada en Mitre 928, Ramos Mejía (Provincia de Buenos Aires), bajo la dirección de Raúl Vega y su socio, Dante Poleno, a quien había conocido como docente al cursar la escuela secundaria. Juntos habían participado del directorio de la fábrica de licuadoras IME.
En 1956, Vega viajó a los Estados Unidos para gestionar una licencia de V-M Corporation, una exitosa compañía de equipos de audio oriunda de Benton Harbor, Michigan. En 1958, se mudaron a una nueva planta productora de mayor superficie, ubicada en las calles Saenz Peña y Balcarce (localidad de Ciudadela), cuya construcción se realizó con un crédito hipotecario del Banco Industrial de la República Argentina (BIRA). En los siguientes años, produjo equipos también bajo las licencias de marcas como Ken Brown, Philco, General Electric, Odeon, Ranser.
Para 1960, se amplió la gama de Winco con fabricación de grupos electrógenos y motores chicos, con licencia D. W. Onan & Sons, en la antigua planta original de Ramos Mejía, ahora renombrada “Winco nº 2”. En 1962, los motores de explosión pasaron a venderse bajo licencia Clinton. Durante este período, la Winco sufrió las consecuencias de la crisis económica que azotó la Argentina, y de la cual el país recién comenzó a recuperarse en 1963, proyectándose al mercado internacional, principalmente el sudamericano. En 1964 se lanzó a la venta su primer grabador a cinta gracias a la licencia obtenida desde la Matsushita Electric Trading Co. de Japón, y se gestionó la licencia para radios para automóviles con la firma italiana Autovox.
Con el crecimiento y éxito de los siguientes años, de mejor pasar económico para la sociedad argentina, cuando Winco logró alcanzar la producción de 27.000 tocadiscos mensuales, se agregó entre 1968 y 1970 la planta “nº 3”, donde se expandió la línea a motores a explosión y grupos electrógenos a gas oil, en conjunto con la firma Siam, y se crearon para esto once departamentos específicos con distintas funciones.
En 1969, se inauguró la subsidiaria Norwinco, ubicada en la provincia de Tucumán. Aprovechando el régimen de promoción industrial conocido como “Operativo  Tucumán”, se trasladó toda la producción de la línea de grabadores-reproductores de cinta y reproductores para automóviles a esta nueva fábrica. 
A partir de 1973, los cambios políticos y económicos vividos en la Argentina a partir del regreso del peronismo al gobierno, los conflictos inflacionarios y el fallido Pacto Social impulsado desde el Ministerio de Economía, cambiaron la situación financiera de Winco y la empresa comenzó a producir a pérdida. El Banco Nacional de Desarrollo (continuador del Banco Industrial) comenzó a operar como veedor sobre la compañía, tomando un rol cada vez más central en las decisiones corporativas, en virtud a la creciente deuda que la empresa acumulaba y no podía saldar, poniendo en riesgo la continuidad laboral de cerca de mil empleados. Finalmente, el BANADE alejó a Raúl Vega del directorio de Winco.
Ya bajo la dictadura militar que comenzó a regir la Argentina desde marzo de 1976, se decidió reincorporar a Vega y Polano al directorio desde septiembre de 1977, y entregar nuevos créditos desde el BANADE. Aun así, para enero de 1978 la producción estaba totalmente paralizada, y el directorio completo renunció. La política económica impulsada por la dictadura favorecía la importación de productos, haciendo inviable la continuidad de compañías como Winco.
En enero de 1980, el Banco Nacional de Desarrollo resolvió el cese de actividades de las plantas de Winco y Norwinco. Sus inmuebles y bienes de capital fueron rematados durante los siguientes cinco años y su liquidación final se concretó en la siguiente década.
En 2003, Miguel Goldcher, Alberto Michalewicz y Fabian Zaleski empezaban a planificar el desarrollo de una línea de electrodomésticos para vender en la Argentina, aceptaron la oferta de un agente de patentes para usufrutuar la marca.
La refundación de Winco comenzó con una línea de parlantes de calidad profesional. Con el paso del tiempo se incorporó a la oferta de la marca las radios, las fábricas de pastas, una línea completa de electrodomésticos de cocina y artículos de cuidado personal.
En el año 2014 comenzó a fabricar nuevamente productos en Argentina en una planta situada en Hurlingham y en 2018 la producción aumentó y sumó su segunda planta de más de 1.500 metros cuadrados en el barrio de Villa Crespo. 
Al día de hoy el catálogo de Winco expone más de 160 productos, incluyendo electrodomésticos que promueven la alimentación saludable (licuadora deportiva, yogurtera, freidora sin aceite, entre otros).

## Funcionamiento del antiguo Wincofón

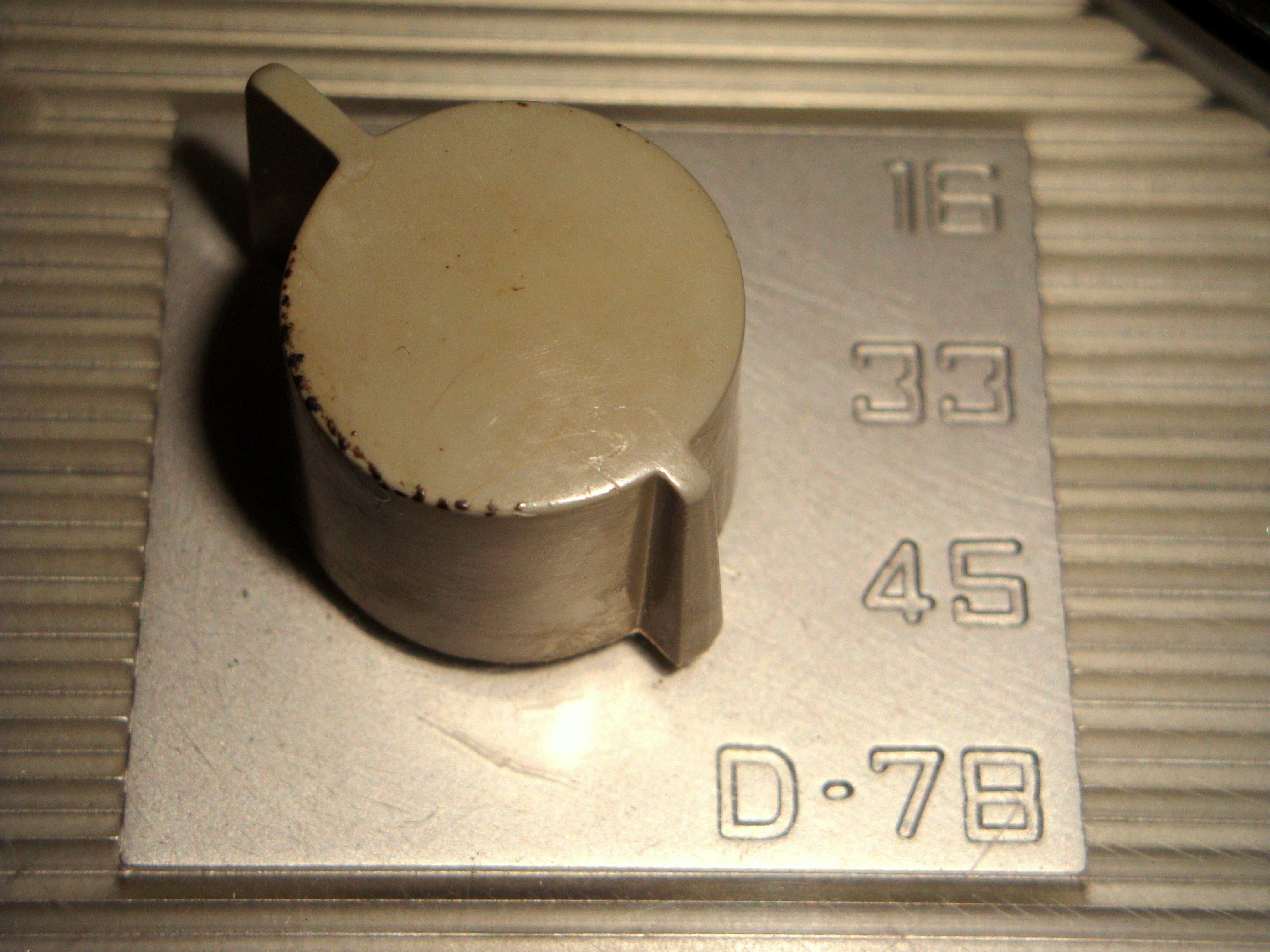
El selector de velocidad de un tocadiscos marca Wincofón.

Existen varios modelos de Wincofón. En sus inicios eran valvulares, con sonido monofónico y un único parlante ovalado dentro del aparato, años después vinieron equipos transistorizados y con sonido estéreo, que incluían dos altoparlantes independientes.
El Winco era un combinado que tenía radio AM con tocadiscos automático, el cual era capaz de reproducir varios discos de vinilo (solo una cara del disco), sin necesidad de que el usuario los tenga que cambiar en el plato. Muchos modelos trajeron los cuatro velocidades estándar, 16, 33, 45 y 78 RPM, y se podían escuchar discos de 7, 10 o 12 pulgadas, pero únicamente varios discos de un mismo tamaño, ya que el automático se podía modificar para que la púa del brazo cayera en el lugar justo. Dependiendo del modelo, esto se lograba con un sensor mecánico o directamente con una perilla donde se podía cambiar el tamaño de los discos a escuchar. El funcionamiento del automático consistía básicamente en que al terminar un disco, el brazo se levantaba y se dirigía a su posición de reposo, una traba en el eje que sostiene los discos liberaba uno que caía sobre que el ya había sido reproducido, el brazo se dirigía automáticamente al inicio del nuevo disco y para reproducir el mismo. Cuando la traba del eje que sostiene a los discos que esperan ser reproducidos detecta que ya no quedan más discos y termina la última reproducción, el brazo vuelve a su posición de reposo y se detiene la marcha del equipo. Todo ello se lograba solo con un pequeño motor de corriente alterna y un complejo mecanismo mecánico.